# Team Novo Nordisk/Saison 2017
Diese Liste beschreibt den Kader des Radsportteams Team Novo Nordisk in der Saison 2017.

## Zugänge – Abgänge
| Zugänge            | Team 2016                | Abgänge            | Team 2017    |
| ------------------ | ------------------------ | ------------------ | ------------ |
| Fabio Calabria     | Novo Nordisk Development | Scott Ambrose      |              |
| Romain Gioux       | VS Chartrain             | Ruud Cremers       |              |
| Reid McClure       | Novo Nordisk Development | Kevin De Mesmaeker | Karriereende |
| Umberto Poli       | Novo Nordisk Development | Benjamin Dilley    |              |
| Quentin Valognes   | Novo Nordisk Development | James Glasspool    | Karriereende |
| Rik van IJzendoorn | Novo Nordisk Development | Nicolas Lefrançois |              |

## Mannschaft
| Teamkader 2017                            | Teamkader 2017     | Teamkader 2017         | Teamkader 2017                       |
| Name                                      | Geburtsdatum       | Land                   | Vorheriges Team                      |
| ----------------------------------------- | ------------------ | ---------------------- | ------------------------------------ |
| Mehdi Benhamouda                          | 2. Januar 1995     | Frankreich             | Team Novo Nordisk Development (2015) |
| Fabio Calabria                            | 27. August 1987    | Australien             | Team Novo Nordisk Development (2016) |
| Corentin Cherhal                          | 19. Januar 1994    | Frankreich             | Team Novo Nordisk Development (2014) |
| Stephen Clancy                            | 19. Juli 1992      | Irland                 |                                      |
| Gerd de Keijzer                           | 18. Januar 1994    | Niederlande            |                                      |
| Romain Gioux                              | 6. September 1986  | Frankreich             |                                      |
| Joonas Henttala                           | 17. September 1991 | Finnland               |                                      |
| Brian Kamstra                             | 5. Juli 1993       | Niederlande            |                                      |
| David Lozano                              | 21. Dezember 1988  | Spanien                |                                      |
| Reid McClure                              | 10. November 1995  | Kanada                 | Team Novo Nordisk Development (2016) |
| Javier Mejías                             | 30. September 1983 | Spanien                | Fuji-Servetto (2009)                 |
| Andrea Peron                              | 28. Oktober 1988   | Italien                |                                      |
| Charles Planet                            | 30. Oktober 1993   | Frankreich             |                                      |
| Umberto Poli                              | 27. August 1996    | Italien                | Team Novo Nordisk Development (2016) |
| Quentin Valognes                          | 19. Juni 1996      | Frankreich             | Team Novo Nordisk Development (2016) |
| Rik van IJzendoorn                        | 22. August 1987    | Niederlande            | Team Novo Nordisk Development (2016) |
| Martijn Verschoor                         | 4. Mai 1985        | Niederlande            | KrolStonE Continental Team (2008)    |
| Christopher Williams                      | 10. November 1981  | Australien             |                                      |
| Sam Brand (1. Aug.–31. Dez., Stagiaire)   | 27. Februar 1991   | Vereinigtes Königreich | Team Novo Nordisk (2017)             |
|                                           |                    |                        |                                      |
| Quellen: ProCyclingStats Cycling Quotient |                    |                        |                                      |